# Erica genistifolia
Erica genistifolia är en ljungväxtart som beskrevs av Richard Anthony Salisbury. Erica genistifolia ingår i släktet klockljungssläktet, och familjen ljungväxter. Inga underarter finns listade i Catalogue of Life.